# Nereid
Nereid oder Nereide (Aussprache [neʁeˈiːd(ə)]), auch Neptun II, ist der neuntinnerste und drittgrößte Mond (von 16 bekannten Monden) des Planeten Neptun. Er hat die exzentrischste Umlaufbahn eines Planetenmondes im Sonnensystem.

## Entdeckung und Benennung
Nereid wurde am 1. Mai 1949 von Gerard Peter Kuiper entdeckt. Sie war der zweite bekannte Neptunmond und wurde aufgrund der dunklen Oberfläche und dem etwa achtmal kleineren Durchmesser gegenüber dem mit Abstand größten Neptunmond Triton erst 103 Jahre nach diesem entdeckt.
Die Entdeckung erfolgte auf fotografischen Platten, die mit dem 82-Zoll-Teleskop des McDonald-Observatoriums angefertigt wurden. Kuiper schlug den Namen Nereid in seinem Entdeckungsbericht vor.
Benannt wurde der Mond nach den etwa 50 Nereiden, Meeresnymphen aus der griechischen Mythologie. Sie sind die schönen Töchter des weisen Greises Nereus, dem Prophetie und ständige Verwandlung nachgesagt wurden, und seiner Gemahlin, der Okeanide Doris.

## Bahneigenschaften

### Umlaufbahn

Nereid's hochgradig elliptische Umlaufbahn um Neptun.

Nereid umkreist Neptun auf einer prograden, hochgradig elliptischen Bahn zwischen 1.371.700 und 9.655.100 km Abstand zu dessen Zentrum (Große Bahnhalbachse 5.513.400 km beziehungsweise 223 Neptunradien). Die Bahnexzentrizität beträgt 0,7512; dies ist die exzentrischste bekannte Bahn eines  Mondes im Sonnensystem. Kein irregulärer äußerer Mond der Gasplaneten des äußeren Sonnensystems kommt so nahe an seinen Planeten heran. Die Bahn ist 7,23° geneigt.
Die Umlaufbahn des nächstinneren Mondes Triton ist im Mittel 5.159.000 km von Nereids Orbit entfernt, aufgrund der hohen Bahnexzentrizität kommt Nereid Triton bis auf etwa 1 Million km nahe. Die Entfernung des nächstäußeren Mondes Halimede beträgt im Mittel etwa 10 Millionen km.
Die unregelmäßige Bahn könnte ein Hinweis dafür sein, dass Nereid ursprünglich ein Objekt des Kuipergürtels war, das von der Gravitationskraft des Neptun eingefangen wurde. Eine andere Erklärung wäre, dass Nereids ungewöhnliche Bahn auf gravitative Störungen des größten Neptunmondes Triton zurückzuführen ist.
Nereid umläuft Neptun in 360 Tagen 3 Stunden und 16 Minuten, einem knappen Erdjahr.

### Rotation
Nereid rotiert in etwa 11 ½ Stunden (11,59 Stunden) um die eigene Achse.

## Physikalische Eigenschaften
Nereid hat einen mittleren Durchmesser von 340 km und ist damit der drittgrößte Neptunmond. Zudem ist sie der Größte der irregulären Satelliten im Sonnensystem. Auf den Aufnahmen der Voyager-2-Sonde erscheint der Mond elongiert, er ist demnach nicht kugelförmig.
Im Spektrum erscheint Nereid grau gefärbt. Spektral bewegt sich Nereid zwischen den Uranusmonden Titania und Umbriel, was auf eine Oberflächenzusammensetzung von Wassereis – das 1998 von der Gruppe um Michael E. Brown identifiziert wurde – und spektral neutralem Material hinweist. Vom Spektrum her ähnelt Nereid eher Proteus als Triton und ist auffällig anders als die Asteroiden des äußeren Sonnensystems wie die Zentauren Pholus, Chiron oder Chariklo, was eher auf eine Entstehung im Neptunsystem als auf einen eingefangenen Asteroiden hindeutet.
Die Gesamtfläche beträgt etwa 360.000 km2 und entspricht damit in etwa der Fläche Deutschlands.
Der nächstäußere Mond Halimede (S/2002 N 1) ist möglicherweise ein Fragment von Nereid, das durch eine Kollision entstanden ist.

## Erforschung
Vor dem Neptun-Vorbeiflug der Raumsonde Voyager 2 im Sommer 1989 konnte Nereid nur durch erdgebundene Teleskope beobachtet werden und es konnten dabei ihre Bahnelemente und ihre Helligkeit bestimmt werden.
Da bei dem Vorbeiflug von Voyager 2 aufgrund der Priorität einer nahen Triton-Passage keine Naherkundung möglich war, wurde Nereid zwischen dem 20. April und 19. August 1989 in einer minimalen Entfernung von 4.652.880 km am 24. August passiert. Dabei konnten 83 Bilder in Auflösungen von 43 bis 800 km gemacht werden. Obwohl auf den Bildern kaum Oberflächendetails ausgemacht werden konnten, konnte in etwa die Größe und Farbe sowie die im Vergleich zu den anderen kleinen Neptunmonden höhere Albedo bestimmt werden.
Seit dem Vorbeiflug wurde das Neptunsystem von erdbasierten Beobachtungen wie auch dem Hubble-Weltraumteleskop intensiv studiert.